# Night Time Is the Right Time
"Night Time Is the Right Time" ou "The Right Time" é uma canção rhythm and blues gravada por Nappy Brown em 1957. Foi uma das primeiras canções blues e inspirou muitas versões subsequentes, incluindo sucessos de Ray Charles, Rufus and Carla e James Brown.

## Primeiras canções
O pianista de blues Roosevelt Sykes (também conhecido como "The Honey Dripper") gravou "Night Time Is the Right Time" em 1937 pela Decca (7324). Chamado de "um de seus 'sucessos' do dia", é um blues de doze compassos com andamento moderado que apresenta Sykes nos vocais e piano. Tem sido sugerido que foi "concebido da velha tradição vaudeville":

Now I want you to tell me, mama after I sing this song

Can I take you with me tonight darlin', and hold you in my arms

Because night time is the right time, to be with the one you love, with the one you love
Em 1938, Big Bill Broonzy gravou a canção com pequenas (e mais sugestivas) mudanças na letra (Vocalion 4149). No mesmo ano, Roosevelt Sykes gravou uma segunda versão com o título "Night Time Is the Right Time #2" (Decca 7438), também com mudanças na letra. Este primeiras gravações de "Night Time Is the Right Time" são creditadas à Roosevelt Sykes e Leroy Carr. Embora Carr tenha morrido em 1935 sem nenhuma gravação conhecida da canção, "Night Time Is The Right Time" tem semelhanças consideráveis com a canção de Carr "When The Sun Goes Down". Esta última foi uma fenomenal canção popular na época, tendo ganhado uma versão cover do grupo The Ink Spots e também servindo de modelo para "Love In Vain" de Robert Johnson.

## Canção de Nappy Brown
Em 1957, Nappy Brown gravou a canção como "The Right Time" (Savoy 1525). Chamada de "destaque no início da carreira de Brown", sua versão apresenta letra tradicional com cantores nos vocais de apoio respondendo às suas frases. O acompanhamento instrumental é provido por Buster Cooper no trombone, Hilton Jefferson no saxofone alto, Budd Johnson no saxofone tenor, Kelly Owens no piano, Skeeter Best na guitarra, Leonard Gaskin no baixo e Bobby Donaldson na bateria. A canção de Brown se inicia com

You know the night time (ba-do-day), is the right time (ba-do-day)

To be (ba-do-day), with the one you love (ba-do-day)
A versão de Brown não entrou em nehuma parada musical americana, mas foi "emprestada por Ray Charles logo depois". Durante sua carreira, Brown gravou diversas versões da canção (algumas vezes variando o título). Em seu single original, o compositor é listado como "N. Brown".

## Versão de Ray Charles
Ray Charles gravou sua versão, com o título de "(Night Time Is) The Right Time", em outubro de 1958. De acordo com Brown, "A diferença entre minha versão e a de Ray Charles de ‘Night Time Is the Right Time' ... é que ele tinha um andamento mais rápido com Mary Ann e as garotas atrás dele"— (o grupo feminino que provia os vocais de apoio de Charles, as Raelettes). A minha tinha um andamento mais lento com um grupo gospel no apoio. Era o meu grupo gospel. Mas ele tinha todo o resto igual a minha, nota por nota".  Margie Hendricks com o grupo de cantoras de Charles, as Raelettes, proviam o acompanhamento aos vocais de Charles. A canção se tornou um sucesso em 1959, quando alcançou o número cinco na parada Billboard R&B e número 95 na parada Pop. A canção foi incluída nos álbuns Ray Charles at Newport e The Genius Sings the Blues, e na trilha sonora do filme Ray.

## Versão de James Brown
James Brown gravou a canção para a pequena gravadora Churchill/Augusta. Foi lançada em 1983 como Lado-B do single "Bring It On...Bring It On". A versão de Brown (com o subtítulo "To be With the One That You Love") alcançou o número 73 da parada Billboard R&B. Robert Christgau fez uma crítica favorável da versão de Brown, destacando a contribuição da cantora convidada anônima, "que atinge qualquer nota que ela quiser."

## Outras gravações e aparições
Inúmeros artistas gravaram "Night Time Is the Right Time", incluindo Alex Korner's Blues Incorporated no álbum R&B from the Marquee (1962); Rufus and Carla, número 94 da parada pop single (1964); The Animals em The Animals (1964); the Sonics em seu álbum Here Are The Sonics (1965); (1965) Lulu em Something to Shout About (1965); Aretha Franklin de seu álbum Aretha Now (1968); Creedence Clearwater Revival em álbum de estúdio Green River (1969) e em seu álbum ao vivo The Concert (1980);The J. Geils Band em Love Stinks (1980); Tina Turner em Rough (1978); Roseanna Vitro em Catchin’ Some Rays: The Music of Ray Charles (1997); e John Scofield em That's What I Say: John Scofield Plays the Music of Ray Charles (2005). Albert Castiglia fez uma versão cover da canção em seu álbum de 2008 These Are the Days.
- A canção ganha referência na música de Bob Dylan "To Be Alone with You" (1969).
- No episódio da segunda temporada de The Cosby Show, "Happy Anniversary", Bill Cosby (Cliff), Malcolm-Jamal Warner (Theo) e Keshia Knight Pulliam (Rudy) dublam a versão de Ray Charles, com Phylicia Rashad (Clair), Sabrina Le Beauf (Sondra), Lisa Bonet (Denise) e  Tempestt Bledsoe (Vanessa) como as dançarinas e cantoras. Esta cena posteriormente ganhou uma paródia em esquete de Saturday Night Live, com  Barack e Michelle Obama (interpretados por Fred Armisen e Maya Rudolph) como uma família Cosby pós-moderna (com Jason Sudeikis (Joe Biden) como Theo e Amy Poehler (Hillary Clinton) como dançarinos e cantores.
- Joss Stone gravou uma versão para o comercial da Gap, dirigido por Peter Lindbergh (2005).
- Os The Rolling Stones a tocaram frequentemente em sua turnê A Bigger Bang Tour (2005–07).
- A canção aparece no filme Girl, Interrupted (1999).
- A canção aparece no filme de Bruce Lee Enter the Dragon (1973).